# Ryuju Nagayama
Ryuju Nagayama (Bibai, 15 de abril de 1996) é um judoca japonês, medalhista olímpico.